# Parapercis multiplicata
Parapercis multiplicata är en fiskart som beskrevs av Randall, 1984. Parapercis multiplicata ingår i släktet Parapercis och familjen Pinguipedidae. Inga underarter finns listade i Catalogue of Life.